# Arthur Engberg
Jonas Arthur Engberg, född 1 januari 1888 i Hassela församling i Hälsingland, Gävleborgs län, död 27 mars 1944 i Härnösand, var en svensk socialdemokratisk politiker och tidningsman. Han var riksdagsledamot (andra kammaren) åren 1917–1940 och ecklesiastikminister september 1932 till juni 1936 och hösten 1936 till 1939. År 1940 blev han landshövding i Västernorrlands län.

## Biografi
Arthur Engberg växte upp i Hassela som son till en ganska välbärgad bonde, Anders Engberg, och hans hustru Brita Kristina Danielsdotter. Fadern var borgerlig vänsterman i landstinget.
Efter mogenhetsexamen vid Hudiksvalls högre allmänna läroverk inskrevs Arthur Engberg vid Uppsala universitet 1908, där han blev fil. kand. 1913. Från 1914 studerade han vid Jenas universitet och Strasbourgs universitet i Tyskland.
Efter hemkomsten till Sverige studerade han för Axel Hägerström, som kom att utöva ett stort inflytande på Engberg; Engberg räknas som en av Hägerströms största beundrare. För Hägerström skulle han lägga fram en avhandling om Herakleitos men arbetet slutfördes aldrig. Vid sidan av sina studier engagerade sig Engström i nykterhetsrörelsen och var medlem i den socialdemokraternas studentföreningen Laboremus vid Uppsala universitet.

## Samhällsdebatt

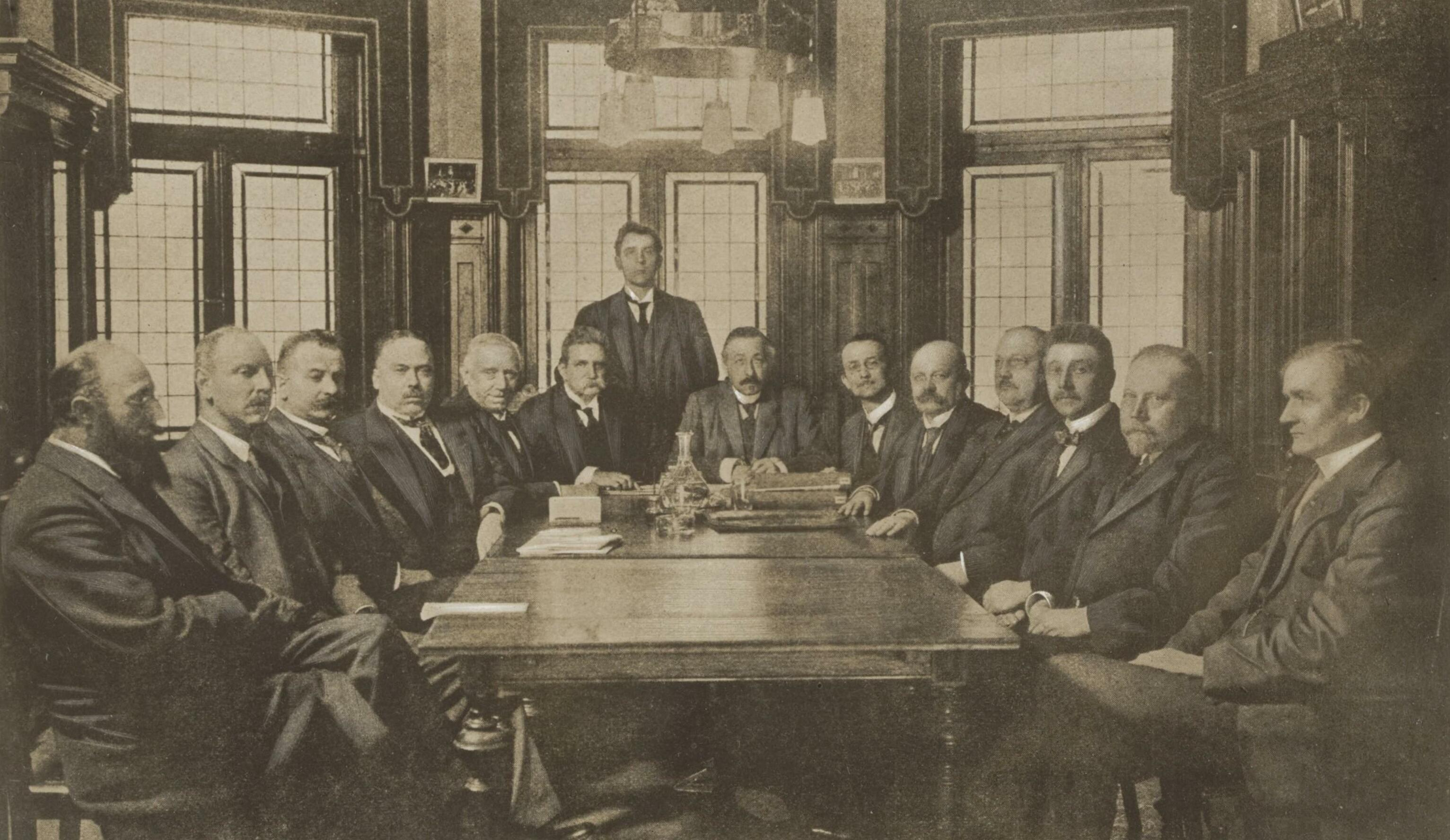
Engberg (stående) -Stockholm 1917

Engberg blev efterhand en uppmärksammad debattör i tal och skrift. 1917 valdes han in i riksdagens andra kammare och socialdemokraternas partistyrelse. Vid det laget hade han gjort sig känd som skribent i olika socialdemokratiska tidningar och tidskrifter. Hans tidiga debattinlägg kännetecknades av citat från antikens grekiska filosofer och sträng stilmedvetenhet, och angrepp på meningsmotståndarnas logik. 

### Anklagelser om antisemitism
Arthur Engberg var en av de främsta förespråkarna för inrättandet av det Rasbiologiska institutet 1921. Samma år sade Engberg i Andra Kammaren ”Vi hava ju lyckan att äga en ras som ännu är ganska oförstörd, en ras som är bärare av mycket höga och mycket goda egenskaper. Men det underliga är ju att, medan vi är ytterst angelägna om att ha stamtavlor över våra hundar och hästar, så äro vi inte alls angelägna att se till huru vi skola bevara och skydda vår egna, svenska folkstock. Det är verkligen på tiden att detta sker.” 
Framträdande var även hans antisemitiskt färgade och rasbiologiska tankegångar, något som under senare år allt mera uppmärksammats, till exempel i Håkan Blomqvists bok Socialdemokrat och antisemit? (2001) och doktorsavhandling Nation, ras och civilisation i svensk arbetarrörelse före nazismen (2006). Som skribent, såväl i Tiden som Arbetet och Social-Demokraten, skrev Engberg en rad antisemitiska artiklar, som:
"Ty judendomen har i sällspord grad varit parasitär. Den är lik dessa underliga växter, som icke ha sina rötter i jorden utan i andra växter, vilkas must och saft utgöra deras näring. Judendomen har varit och är den indoariska folkstammens mistel. Den kräver en ädel ras som näringskälla, och det vore orättvist att förneka, att den har klar blick för det bästa och livsdugligaste. Så har den judiska rasen blivit historiens förnämsta exploatör", vilket citerades av nazister under andra världskriget.
Talande är bland annat hans kritik 1914 av kung Gustaf V:s borggårdstal, genom anspelningar på dess författares, Sven Hedins, judiska påbrå, samt hans senare fraser om "semitisk storfinans" med mera. På 1920-talet anklagades Engberg också offentligt för antisemitism, samtidigt som han själv ville fjärma sig från detta, då han betraktade den organiserade antisemitismen som utslag av mänsklig dumhet.

### Avståndstagande från antisemitism
Engbergs antisemitiska yttranden kom så småningom att helt upphöra – året 1927 kan anses som en skiljeväg. Tillsammans med socialdemokraternas ledare Per Albin Hansson och Gustav Möller var Engberg som riksdagsman detta år engagerad mot den frisinnade regeringen Ekmans och högerns krav om skärpta invandringslagar. Bland de motiv som anfördes för denna lagstiftning var rädslan för judisk "invasion" från "Ost-Europas ghetton", som andrakammarhögerns ledare Otto Järte formulerade det. Engberg vände sig mot att de borgerliga, som han menade, ville göra blodet och rasen till utgångspunkt för svensk lagstiftning, och i polemik med Järte - som gladdes över att det i Sverige i och med lagen skulle bedrivas socialpolitik "med rasbiologisk betoning" - anklagade han denne för att vara anhängare av tysk rasfilosofi.

### Marxism
Som socialdemokratins andra generation i riksdagen kom Arthur Engberg att ”betraktas som socialdemokratins ’kulturgestalt’ och en av dess teoretiker” Han skrev flera kortare skrifter om marxismen och menade att denna måste förbättras.
Engberg var en av dem som 1919 motsatte sig ett fortsatt samarbete med liberalerna. 1931 dömdes han till tre månaders fängelse, böter och skadestånd för sina artiklar om Ådalshändelserna men beviljades av regeringen nåd.

### Patriotism
Det tal Arthur Engberg höll tio år senare, som statsråd och ecklesiastikminister på Sveriges nationaldag 1937, kan ses som ett koncentrat av den "svenskhet" och patriotism Engberg kom att utveckla, närmast i anslutning till den så kallade folkhemsideologin:
| ” | I vilka politiska läger vi än stå, vilka sociala grupper vi än tillhöra, vilka olikheter i tänkesätt vi än företräda - under vår flagga stå vi samman som ett enda folk, redobogna att bringa offer för den frihet som är allas vår sak. Det är en lycka att vi äntligen kommit dithän. Fördomar, historiskt förklarliga nog, ha fått vika. En ny social anda, präglad af solidaritet, en ökad insikt, att vi ha att svara en för alla och alla för en, en skärpt blick för att friheten är en och odelbar och att såväl andelivets som stats- och samhällslivets högsta värden ha samma villkor - slikt har bragt till snabb och glädjande mognad den sammangjutning och sammansmältning av uppbyggande krafter, som vi så väl behövde." | „ |

I den ovan nämnda Socialdemokrat och antisemit? (2001), drar historikern Håkan Blomqvist, som nära studerat Engbergs utveckling, slutsatsen att:
"... utifrån undersökningsmaterialet ligger det nära till hands att den nationella folkhemstanken i Engbergs tappning inte främst blev ett verktyg för främlingsrädsla och utsortering - en aktuell kritik mot den socialdemokratiska folkhemsidén - utan för humanisering och människovärde, även gentemot en föreställningsvärld som varit hans egen. Bland försvararna av den demokratiska folkhemstanken mot nazismen minskade utrymmet för diskriminerande rastänkande och antisemitism."
Arthur Engberg tog under 1930-talet tydlig ställning mot Nazityskland och vad han kallade  "rashatets blods- och jordsreligion". I sin analys av Adolf Hitler och nationalsocialismen ("Hitlerska knölpåksrörelsen i Bajern") menade han att det inte var den förstnämnde som hade skapat denna ideologi, det var "tvärtom denna ideologi som skapat honom"; nazismen hade sina rötter i den tyska historien. Stridsskriften Mein Kampf betraktade Engberg således inte först och främst som Hitlers verk, utan som "en resumé av föreställningar, som sedan ett halvt sekel tillbaka sipprat in i och fått en allt starkare makt över själarna" i Tyskland. Dit hörde också tankarna om övermänniskan (Übermensch) - "den ariska människan i tysk skepelse". Den nazistiska idévärlden var menade Engberg, "filosofiskt förberedd i den romantiska traditionen, kompletterad genom Gobineau, Schopenhauer och Nietzsche", därtill  "vulgariserad av H.S. Chamberlain". Denna "germanska anda" byggde på arvet från Fichte, naturfilosofen Schelling och Hegel, som i sin tur befruktats med rasteoretikernas program: "Wagners dunkla mystik löstes ut ur diktens och tonernas värld och blev till blod och järn." Därmed hade - över Schopenhauers avvisande av den gammaltestamentliga, personliga, guden ("non-judaism") - "steget tagits ut till en religion utan Gud, en mysticism utan hopp, en tillvaro utan den fria viljan". Liten sattes till Ledaren och Ödet.
Efter andra världskrigets utbrott och i samband med samlingsregeringens bildande fick Engberg lämna regeringen och blev istället utsedd till landshövding i Västernorrlands län. Där han kom att bli en kritiker av regeringens gentemot Tyskland undfallande tryckfrihetspolitik. Engberg reagerade även mot de nazistiska judeförföljelserna i Europa ("den slutgiltiga lösningen"), och i sin återkommande spalt i Vecko-Journalen skrev han 1943: "De gräsliga blodsdåden mot judarna, deras systematiska utrotning och nedslaktning ropa till himlen.

## Statsråd
Den 24 september 1932 tillträdde Engberg som ecklesiastikminister. På den posten genomförde han en ny läroverksstadga, förstatligade de flesta folkskolorna och all dövstumundervisning. Det var hans förslag att införa engelska som obligatoriskt andraspråk, vilket dock genomdrevs först efter hans tid i regeringen. Mest känd torde han vara för att ha infört en sjuårig folkskola.[källa behövs]
När Engberg på 1930-talet utformade det som senare blev det svenska kulturpolitiska systemet kalkerade han Joseph Goebbels Reichskulturkammer: Den statliga finansieringen av kulturlivet skulle organiseras så att varje konstart skulle ha sin egen organisation med politiskt lojala tjänstemän högst upp som fördelade medel till de lojala konstutövarna.
Engberg var en förespråkare för en liberal, för att inte säga konservativ, humanistisk syn på kultur och kulturpolitik. Hans borgerliga syn på kultur kan tolkas som en ideologisk förflyttning till höger av Socialdemokraterna efter att de hade erövrat en majoritet av maktpositionerna i Riksdagen och i staten från 1935 och framåt.

### Religion
Relationen mellan stat och kyrka var central för Engberg, som kallade sig ”hedning”. Han var en av de första politikerna i Sverige som fick större uppmärksamhet för sin kamp mot en statsreligion, och hans namn är förknippat med folkkyrkotanken. 1922 skrev han att kyrkan skulle kunna avskaffa sig själv om den fråntogs sitt självstyre och makten över sin utbildning. Detta ledde till att socialdemokraterna slutade ivra för en sekularisering, och att Engberg ändrade sig och menade att en statlig kontroll var nödvändig tills vidare. Något senare bildade nazisterna en tysk folkkyrka, och 1937 anklagades Engberg för att ha skapat en kyrka på samma grundval som den nazistiska folkkyrkan. Engberg mildrade dock sin antisemitism, och han beskrivs som en ombytlig man som med åren blev försvarsvän för att rädda demokratin mot totalitära regimer som kommunism och nazism.

## Landshövding
Engberg var initiativtagare till byggandet av Hassela skola som stod klar för invigning den 1 september 1939. Han fick aldrig hålla sitt invigningstal utan blev samma dag nedkallad till Stockholm för regeringssammanträde med anledning av andra världskrigets utbrott. Hans politiska karriär var nu över, i den efterföljande samlingsregeringen fanns ingen plats för stridbara och kompromisslösa viljor. Han utnämndes till landshövding i Västernorrlands län 1940.

## Familj
Engberg gifte sig 1923 med Lydia Carlsson, född 19 juli 1900, dotter till grosshandlaren Gustaf Carlsson och Christina Mathilda Johannison.
Arthur Engberg ligger begravd på Hassela kyrkogård i Hälsingland.

## Författarskap
Arthur Engberg är författare till Hälsinglands landskapssång Såg du det landet. Han skrev även Tal och skrifter i urval och redigering av Rolf Edberg. Stockholm. 1945. Libris 426834.

## Utmärkelser
- 1936 promoverades Arthur Engberg till hedersdoktor vid Uppsala universitet. Engberg sägs vara orsaken till att man vid doktorspromotioner i Sverige upphörde med bruket att latinisera namnet på promovendi. Engbergs namn blir nämligen på latin Pratmons, vilket givetvis i Engbergs fall, med hans kända talförmåga, föreföll extra lustigt.

- Arthur Engbergsskolan i Hassela är uppkallad efter honom.[21]